# Итальянское Сомали
Италья́нское Сомали́ (итал. Somalia Italiana) — колониальные владения Итальянского королевства на востоке Африки, которые были призваны, по замыслу итальянского правительства, стать ядром более широкой зоны Итальянской Восточной Африки.
На юге Итальянское Сомали граничило с Британской Кенией, на севере — с Британским Сомали, на западе — с независимой Эфиопией.
Берлинская конференция 1884 года подстегнула колонизацию Африканского континента европейскими державами — процесс приобрёл черты «драки за Африку». Новообразованное Итальянское королевство, не имевшее ещё колоний, проявило интерес к бедным ресурсами, малоразвитым территориям на Африканском Роге. Близость этих земель к Красному морю позволяла рассчитывать на успешное торговое будущее построенных здесь портов.
В течение 1880-х годов итальянцы по соглашениям с местными султанами получили в свои руки земли вдоль побережья Индийского океана, названные Итальянским Сомали. Попытки продвинуться вглубь континента на запад получили отпор эфиопского правительства (см. Первая итало-эфиопская война). В 1908 году, с целью упорядочения управления колонией, была проведена административная реформа.
Экономическое освоение территории шло медленно, хотя в 1920 году к развитию сельского хозяйства в Сомали подключился лично принц Луиджи Амедео. Италия и сама в то время испытывала трудности, побуждавшие миллионы итальянцев эмигрировать в Новый Свет.
В 1923 году в Итальянское Сомали был назначен губернатором Чезаре Мария Де Векки, придерживавшийся фашистских взглядов на расширение и упрочение итальянской колониальной империи, и рассматривал эти земли как плацдарм для нового наступления на Эфиопию (см. Вторая итало-эфиопская война). В 1925 году фашистам удалось договориться с англичанами о передаче им приграничной территории с юга — Джубаленда. В 1925—1928 гг. Де Векки организовал военные экспедиции в северные султанаты Хобьо и Маджиртин, консолидировав владения Италии в этом регионе. Сомалийский губернатор Родольфо Грациани в 1935 году возобновил войну с Эфиопией, а год спустя колония влилась в состав Итальянской Восточной Африки.
Воспользовавшись началом Второй мировой войны, итальянцы в 1940 году оккупировали Британское Сомали. Два года спустя в ходе операции союзников «Явление» они были вытеснены не только из британской, но и из итальянской части Африканского Рога. Итальянское партизанское движение продлилось в регионе до осени 1943 года. В 1949 году Итальянское Сомали было передано союзниками под опеку ООН (Подопечная территория Сомали), а в 1960 году Италия согласилась предоставить колонии полную независимость.